# حنین بن اسحاق
حُنَیْن بن اسحاق (۸۰۹–۸۷۳م) دانشمند مترجم و پزشک مسیحی نسطوری عرب قرن نهم میلادی بود. وی از استادان نهضت ترجمه بوده‌است.

## زندگی
در بغداد زاده شد و در شام تحصیلات مقدماتی خود را انجام داد. در جوانی به بغداد بازگشت و در محضر یوحنا ابن ماسویه، پزشک و مترجم دربار هارون الرشید و مدیر بیت الحکمه، علم آموزی می‌کرد. از آنجا که بسیار باهوش بود اغلب با استاد به جدل می‌پرداخت که زیاده روی در اینکار باعث اخراج او شد.
سپس به یادگیری زبان یونانی پرداخت و به بصره نزد زبان‌شناس مشهور خلیل ابن احمد رفت.
در ۲۱۱ ق به بغداد بازگشت و به خدمت جبرئیل بن بختیشوع طبیب مأمون درآمد. به سفارش جبرئیل و یوحنا بن ماسویه، کتابهای جالینوس از جمله «اصناف الحمیات» و «کتاب فی القوی الطبیعة» را از یونانی به عربی ترجمه کرد.
در بغداد همزمان اقدام به مطالعه کتب پزشکی نموده و در علم طب متخصص شد.
سپس در دربار متوکل پزشکان مخصوص وی شده و به ریاست گروه اطبای بغداد منصوب شود.
بدستور متوکل گروهی برای ترجمه تشکیل شد و حنین به ریاست آن منصوب گردید و مترجمانی چون اصطفن بن بسیل و موسی بن خالد در این گروه همکاری داشتند.

## کار ترجمه

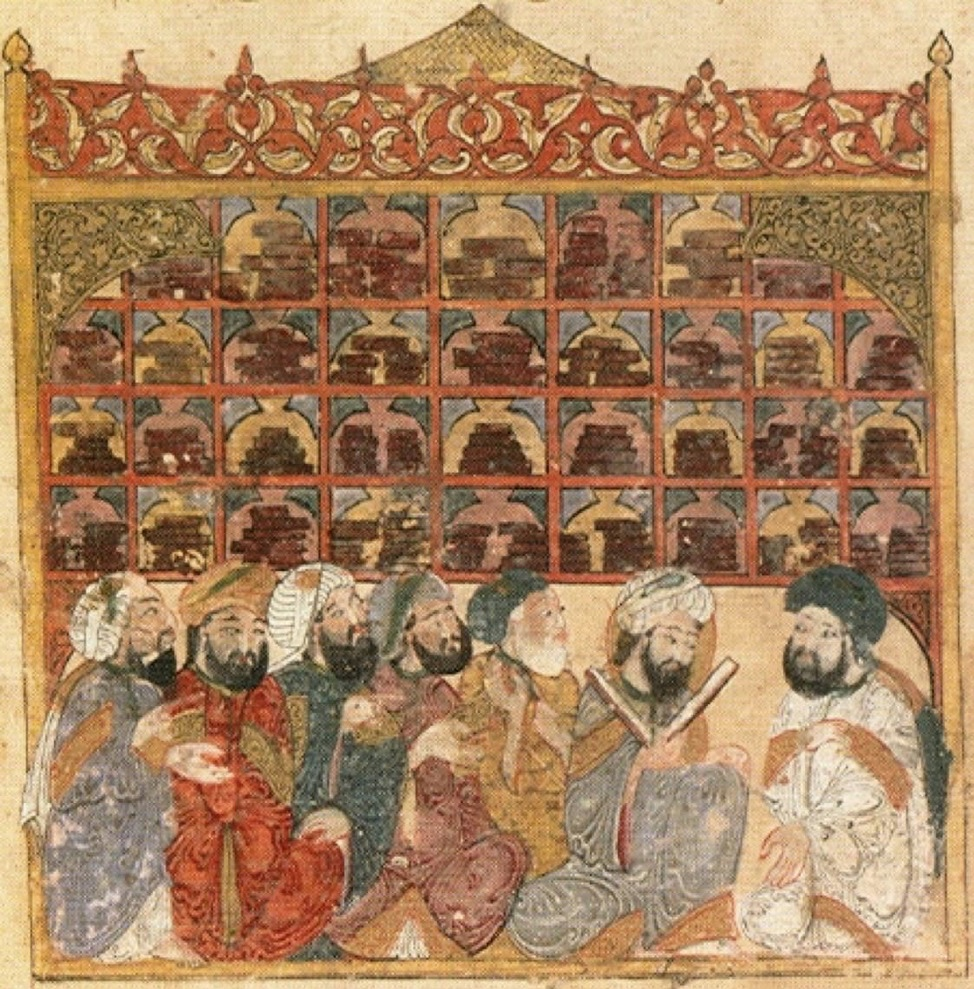
نسخه خطی با تصویر توسط یحیی بن واساتی در Maqama از حریری واقع در کتابخانه ملی فرانسه یافت می‌شود. تصویر یک کتابخانه با دانش اموزان در آن را نشان می‌دهد.

حنین عضو دارالحکمه بغداد بود که مرکز ترجمه آثار علمی جهان بود. وی مهم‌ترین مترجم نهضت ترجمه محسوب می‌شود که روش جدید مختص به خود داشته در اغلب ترجمه‌ها توضیحات اضافه می‌کرده تا خواننده را بهتر متوجه موضوع کند.
او از کشورهای یونانی‌زبان دیدار کرد و دست‌نوشته‌ها را گرد آورد و در دورهٔ مأمون، سرپرستیِ آماده ساختن ترجمه‌ها را بر عهده داشت.
حنین بن اسحاق مسیحی بود، واقعیتی که گواه آسان‌گیریِ در خور توجه دورهٔ خلفای عباسی است.
صفدی نقل کرده‌است، که مأمون در مقابل هر ترجمه‌ای که حنین انجام می‌داد، به مقدار وزن آن طلا پرداخت می‌کرد.
قاضی صاعد اندلسی می‌گوید: ترجمه‌های خوب و گرانسنگ حنین سبب شد تا بسیاری از مسائل و مشکلات کتاب‌های بقراط و جالینوس برای ما روشن گردد
ابن خلکان می‌نویسد: اگر ترجمه‌های حنین نبود بسیاری از علوم یونانی در منطقه خود مهجور مانده به دست ما نمی‌رسیدند

## آثار
حنین بن اسحاق و دستیارانش آثار بقراط، جالینوس، دیوسکوریدس (دیسقوریدس)، افلاطون، ارسطو، و عهد عتیق (ترجمه هفتادی) را به عربی برگرداندند.

### تالیفات
1. احکام الاعراب علی مذهب الیونانیین،
2. المسائل فی الطب للمتعلمین،
3. الحمام،
4. اللبن،
5. الاغذیه،
6. علاج العین،
7. تقاسیم علل العین،
8. اختیار ادویة علل العین،
9. علاج امراض العین بالحدید،
10. آلات الغذاء،
11. الاسنان و اللثه،
12. الباه،
13. معرفة اوجاع المعده و علاجها،
14. کتابی دربارهٔ جزر و مدّ دریاها،
15. کتابی دربارهٔ علت شوری آب دریا،
16. الالوان،
17. التریاق،
18. کتابی دربارهٔ بول به روش پرسش و پاسخ،
19. المولودین لثمانیة اشهر،
20. العین علی طریق المسالة والجواب،
21. ذکر ماترجم من الکتب کتاب،
22. قاطیغوریاس علی رای ثامسطیوس،
23. رسالة الی الطیفوری فی قرص الورد،
24. القروح و تولده،
25. الآجال،
26. تولد النار بین الحجرین،
27. تولد الحصاة،
28. اختیار الادویة المجربّه،
29. تدبیر الناقه،
30. کتاب الی ابن المنجم فی استخراج کتبه کتب جالینوس[۹]
31. اختصار ستة عشر کتاباً لجالینوس،
32. اختلاف الطعوم،
33. اختیار ادویة المحرقه،
34. اسرار الادویة المرکبه،
35. اسرار الفلاسفة فی الباه،
36. اسماء الادویة المفرده،
37. افعال الشمس و القمر،
38. امتحان الاطباء،
39. تاریخ العالم و المبدا و الانبیاء و الملوک الی زمان المتوکل،
40. تدبیر الاصحاء،
41. تدبیر السوداویین،
42. تدبیر المستسقین،
43. ترکیب العین،
44. تسمیة الاعضاء،
45. تفسیر کتاب الادویة المکتومة لجالینوس،
46. تفسیر کتاب حفظ الصحة لروفس الکبیر،
47. ثمار تفسیر جالینوس لکتاب البقراط فی تدبیر الامراض الحاده،
48. ثمار تفسیر جالینوس لکتاب بقراط فی جراحات الراس،
49. ثمار تفسیر جالینوس لکتاب الفصول،
50. ثمار تفسیر جالینوس لکتاب تقدمة المعرفه،
51. ثمار تفسیر جالینوس لکتاب بقراط فی الاهویة و الازمنه،
52. ثمار السبعة عشرمقالة من تفسیر جالینوس،
53. ثمار المقالة من تفسیر جالینوس لکتاب طبیعه الانسان،
54. جمل مقالة جالینوس فی اصناف الغلظ الخارج من الطبیعه،
55. جوامع کتاب جالینوس فی الحث علی تعلم الطب،
56. جوامع کتاب جالینوس فی کتب بقراط الصحیحه و غیر الصحیحه،
57. جوامع کتاب المنی لجالینوس،
58. جوامع المقالة الاولی و الثانیه و الثالثه من کتاب ابیذیمیا لابقراط،
59. خواص الاحجار،
60. شرح کتاب الفراسة لارسطاطالیس،
61. میاه الحمامات،
62. قاطاغوریاس علی راس ثامسطیوس،
63. کتاب الی المعتمد فی الفرق بین الغذاء و الدواء،
64. کتاب البیطره،
65. الحمیات،
66. الدریاق،
67. الزینه الصرع،
68. الفلاحة،
69. الفوائد،
70. القرح و تولده،
71. المنطق،
72. النبض،
73. النحو،
74. کیفیة ادراک الدیانه،
75. المدخل فی مسائل مقدمه کتاب فرفوریوس،
76. مسائل العربیة،
77. مسائل فی البول،
78. نوادر الفلاسفه، کتاب
79. الی علی بن یحیی جواب کتاب فیما دعاه الی الاسلام[۱۰]
80. تاریخ الاطباء و الحکماء، تسمیة کتب جالینوس و الکرمه[۱۱]

### ترجمه‌ها

#### از آثار جالینوس
1. الفرق،
2. الصناعة،
3. المقالات الخمس فی التشریح الاسطقسات،
4. المزاج القوی الطبیعیه،
5. مقاله‌ای از کتاب النبض الکبیر،
6. کتابی برای اغلوقن در معالجه بیماری‌ها،
7. الحمایات،
8. البحران،
9. ایام البحران،
10. حلیة البرء،
11. حرکات الصدر و الریّه،
12. علل النفس،
13. الصوت،
14. حرکة العضل الحاجه الی النفس،
15. منافع الاعضاء،
16. افضل الهیئات،
17. سوء المزاج،
18. الحرکات المجهوله،
19. الادویة المفرده،
20. الذبول،
21. المولود لسبعة اشهر،
22. رداة النفس،
23. قوی الاغذیه،
24. التدبیر،
25. الملطف،
26. تدبیر بقراط للامراض الحادة،
27. کتابی دربارهٔ اینکه پزشک ماهر فیلسوف است،
28. محنة الطبیب ماذکره افلاطن فی طیماوس
29. المحرک الاول لایتحرک

#### آثار اوریباسیوس
1. کتاب اوریباسیوس برای پسرانش اسطاث و اوثافیس
2. کتاب السبعین،
3. مقالة ترجمه کتاب الکناش فی الطب تصنیف فولس الاجانیطی
4. کتاب الحشائش،
5. تصنیف دیسقوریدس

#### آثار ارسطالیس
1. قاطیغوریاس (المقولات)
2. باری ارمینیاس (العبارة)
3. انالوطیقا الاول و الثانی (تحلیل القیاس)
4. منتخب مقالات السماع الطبیعی
5. کتاب السماء و العالم